# Yvonne Gamy
Yvonne Rose Gamerre, connue sous le nom de scène Yvonne Gamy, née le 10 juin 1904 à Marseille et morte le 10 février 1997 dans la même ville est une actrice française.

## Biographie
Yvonne Gamy commence sa carrière de comédienne au milieu des années 1920. Elle se tourne rapidement vers le théâtre de boulevard, et les comédies dites "provençales". Rarement, à partir de 1938, elle sera actrice de cinéma. Marcel Pagnol la recrute pour deux de ses films en 1952 et 1954. Déjà, elle jouait dans la version de Manon des sources de Pagnol, en 1952. En 1985, elle participe à celui de Claude Berri. Yvonne Gamy joue le rôle de Delphine dans le film Manon des sources de Claude Berri en 1986.

## Filmographie

### Cinéma
- 1938 : Le Château des quatre obèses de Yvan Noé (sous réserves)
- 1952 : Manon des sources de Marcel Pagnol : Elodie Martelette
- 1953 : Le Club des 400 coups de Jacques Daroy
- 1954 : Les Lettres de mon moulin de Marcel Pagnol – segment "Les trois messes basses" : La grand-mère de Garrigou
- 1956 : Sous le ciel de Provence de Mario Soldati : La concierge
- 1957 : Le Cas du Dr Laurent de Jean-Paul Le Chanois : La sage-femme tranditionaliste
- 1964 : L'âge ingrat de Gilles Grangier : Félicie, la bonne
- 1980 : Retour à Marseille de René Allio : La tante Mathilde
- 1984 : Le Matelot 512 de René Allio : La vieille femme
- 1986 : Manon des sources de Claude Berri : Delphine, la vieille aveugle
- 1989 : Après la guerre de Jean-Loup Hubert
- 1992 : Nous deux de Henri Graziani : Victoire
- 1995 : Le Hussard sur le toit de Jean-Paul Rappeneau : La grand-mère

### Télévision
- 1959 : Les Cinq Dernières Minutes, épisode Dans le pétrin de Claude Loursais : Mme Gahuzac
- 1973 : Heureux Félix de Jean Dewever (téléfilm) : La libraire
- 1974 : Les Fargeot de Patrick Saglio (série télévisée) : Mme Espadon
- 1975 : Cinéma 16 (série télévisée) : Esquisse d'une jeune femme sens dessus-dessous de Alain Boudet : La grand-mère de Marc
- 1980 : La Fin du Marquisat d'Aurel de Guy Lessertisseur (mini-série télévisée) : Amélie
- 1980 : Gai lézard, bois ton soleil de Max Gérard (téléfilm) : La mère de Mistral
- 1981 : Quatre femmes, quatre vies : La Maison bleue de Robert Mazoyer (téléfilm) : Denise
- 1981 : Cinéma 16 (série télévisée) : Une fugue à Venise de Josée Dayan : La vieille dame
- 1981 : Le Beau Monde de Michel Polac (téléfilm) : Mme Vinet
- 1982 : La vie de Galilée de Jacques Ordines (série télévisée) : Clavius
- 1982 : Adios, Antoinette de Gérard Clément et Guy Verda (téléfilm) : Adolphine
- 1982 : Le Château de l'Amaryllis de Henri Colpi (téléfilm)
- 1985 : Cinéma 16 (série télévisée) : Le soleil des autres de Guy Jorré : La buraliste
- 1985 : Terre classée de Jacques Cornet (téléfilm) : Mauricette
- 1986 : Cinéma 16 (série télévisée) : Jours de sable de Jean-Claude Youri : Mme Gautrat
- 1987 : Passe-temps de José-Maria Berzosa (téléfilm)
- 1987 : Cinéma 16 (série télévisée) : Le prix d'un homme de Guy Jorré : Mme Banier
- 1991 : La Vénus à Lulu de Daniel Losset (téléfilm)
- 1992 : Fou de foot de Dominique Baron (téléfilm) : Madame Amiot
- 1992 : La Femme à l'ombre de Thierry Chabert (téléfilm) : La grand-mère de Guillaume
- 1992 : Les Cœurs brûlés de Jean Sagols (mini-série télévisée) : Jeanik
- 1993 : Clovis de François Leterrier (série télévisée) – épisode "Les disparus de Reillanne" : Albertine
- 1996 : Balade en ville de Marc Angelo (téléfilm) : La vieille dame
- 1996 : Pigeon volé de Mehdi Charef (téléfilm) : La vieille dame

## Théâtre
- 1981 : Oh ! Scapin - L'impromptu de Marseille de Marcel Maréchal, d'après Les Fourberies de Scapin de Molière, mise en scène Marcel Maréchal, Théâtre de la Criée
- 1981 : Une ville d'or d'après Noé de Jean Giono, mise en scène Jean-Pierre Raffaëli,    Théâtre de la Criée